# Théorème du supplémentaire orthogonal d'un fermé dans un espace de Hilbert
Le théorème du supplémentaire orthogonal d'un fermé dans un espace de Hilbert est un théorème d'analyse fonctionnelle.

## Énoncé
Si H est un espace de Hilbert et F un sous-espace vectoriel fermé de H alors le sous-espace orthogonal de F est un supplémentaire de F, c'est-à-dire que H = F ⊕ F⊥.
Ce résultat subsiste si l'on suppose seulement que H est un espace préhilbertien et que F est un sous-espace vectoriel complet de H.

## Démonstrations
Comme on a toujours F ∩ F⊥ = {0}, le seul problème est de prouver que tout vecteur x de H est somme d'un vecteur u de F et d'un vecteur v orthogonal à F.

### Par le théorème de projection sur un convexe
F est un espace vectoriel, donc convexe, et complet par hypothèse. On peut donc appliquer le théorème de projection sur un convexe complet dans un préhilbert : pour tout vecteur x de H, il existe un vecteur p(x)=u de F vérifiant :
{\displaystyle \forall y\in F\quad \langle x-u\,,\,y-u\rangle \;\leq \;0,}
Il s'agit ici d'un produit scalaire 〈 , 〉 R-bilinéaire à valeurs réelles : lorsque H est un préhilbertien complexe, muni d'un produit scalaire hermitien 〈 , 〉C, on se ramène au cas réel en posant 〈 , 〉 = Re(〈 , 〉C).
Posons v = x – u : il reste à prouver que v est orthogonal à F. Or par définition de u, on a :
{\displaystyle \forall z\in F,\quad \langle v\,,\,z\rangle \;\leq \;0,}
et aussi (en remplaçant z par –z) :
{\displaystyle \forall z\in F,\quad \langle v\,,\,z\rangle \;\geq \;0,}
si bien que
{\displaystyle \forall z\in F,\quad \langle v\,,\,z\rangle \;=\;0,}
ce qui termine la preuve.

### Par l'inégalité de Bessel
F est un espace de Hilbert, donc possède une base hilbertienne (ei). L'inégalité de Bessel permet de définir l'élément suivant de F :
{\displaystyle p(x)=\sum _{i\in I}\langle x,e_{i}\rangle e_{i}}
et prouve au passage que x – p(x) est orthogonal à F, ce qui conclut.

## Conséquences
- L'application p ci-dessus est le projecteur sur F parallèlement à son supplémentaire orthogonal, appelé aussi projection orthogonale sur F.
Par conséquent c'est un endomorphisme idempotent, de noyau F⊥ et d'image F, qui vérifie

{\displaystyle d(x,F)=\|x-p(x)\|.}
- Ce théorème est le principal ingrédient de preuve du théorème de représentation de Riesz. Joint à ce dernier, il permet de démontrer le théorème de Lax-Milgram, qui aide à la résolution d'équation aux dérivées partielles.
- Il permet également, dans le cadre particulier hilbertien, de démontrer une version simplifiée du théorème de Hahn Banach :

Théorème de Hahn-Banach dans un Hilbert — 
Soit F un sous-espace vectoriel fermé de H et f une forme linéaire continue sur F, alors il existe sur H une forme linéaire continue g prolongeant f et ayant la même norme d'opérateur.
Si, sous cette forme, le résultat ne présente guère d'intérêt car il est valable dans un contexte plus général, il possède néanmoins des extensions spécifiques aux Hilbert. On démontre en effet, exactement par la même méthode :
Généralisation — 
Soient G un espace vectoriel normé et, avec les notations du théorème précédent, a un opérateur continu de F dans G. Il existe un opérateur b prolongeant a sur H et de même norme.
Ce résultat n'est plus vrai dans le cadre général d'un espace de Banach.